# فرانسيس شيهي سكيفينغتون
كان فرانسيس جوزيف كريستوفر شيهي-سكيفينغتون، المولود باسم فرانسيس سكيفينغتون (23 ديسمبر 1878 - 26 أبريل 1916) كاتبًا وناشطًا راديكاليًا أيرلنديًا شهيرًا، عرف باسمه المستعار «سكيفي». كان النموذج الحقيقي لإحدى شخصيات رواية جيمس جويس، صورة الفنان في شبابه. كان صديقًا وزميل دراسة لجويس، وأوليفر سانت جون غوجارتي وتوم كيتل وفرانك أوبراين (والد كونور كروز أوبراين). تزوج عام 1903 من هانا شيهي، التي اعتمد لقبها جزءًا من اسمه، ما أنتج اسم «شيهي سكيفينغتون». دائمًا ما كانا يظهران اسميهما دون فاصلة.

## بدايات حياته
ولد فرانسيس شيهي سكيفنجتون في بيليبورو، مقاطعة كافان، ابنًا وحيدًا لجوزيف سكيفنجتون، مفتش مدرسة، وروز ماجوريان من مقاطعة داون. تزوج والداه في الكنيسة الرومانية الكاثوليكية في باليكنلار، مقاطعة داون عام 1869. تلقى فرانسيس تعليمه بدايةً في المنزل على يد والده، ثم في جامعة اليسوعيين بسانت ستيفن غرين، دبلن.
تجلى تعاطف فرانسيس الراديكالي في وقت مبكر من خلال حماسه للغة الإسبرانتو المبتكَرة. كتب رسالة عام 1893، في سن ال 15، إلى صحيفته المحلية في مقاطعة كافان تفيد أن «اللغة الغيلية» فقدت الحياة دون رجعة وأن «دراسة الإسبرانتو ستكون أكثر فائدة لشباب أيرلندا». أصبح يجيد الاسبرانتو في وقت لاحق من حياته، وعندما مات كان لديه عدد من كتب الإسبرانتو في مكتبته. لم يكن هذا الحماس غريبًا بين الأوساط اليسارية في ذلك الوقت، إذ كان العديد من القادة البارزين في ثورة عيد الفصح عام 1916، بما في ذلك جيمس كونولي، أيضًا من أنصار الإسبرانتو.

### سنوات الدراسة
في عام 1896 (وعمره ثمانية عشرعامًا) التحق فرانسيس بكلية دبلن الجامعية، بسانت ستيفنز غرين في وسط دبلن، والتي كان يديرها اليسوعيون في ذلك الوقت. بقي في الكلية حتى حصوله على درجة الماجستير. كان سكيفنجتون شخصية شهيرةً في الكلية، ذا نزعة فردية ومزاج غير تقليدي. فكان ناشطًا في السياسة الطلابية وجمعيات النقاش، بما في ذلك الجمعية الأدبية والتاريخية التي أعاد إحياءها عام 1897. كان أقرب زملائه له جيمس جويس وتوماس كيتل (أصبح لاحقًا زوج شقيقة زوجته). احتجاجًا على توحيد الزي، رفض سكيفنجتون الحلاقة، وارتدى بنطالًا قصيرًا مع جوارب طويلة، ما أكسبه لقب «كينكربروكرز» (ذو البنطال القصير) كان مؤيدًا متحمسًا لحقوق المرأة، وارتدى شارةً تؤيد حق النساء في التصويت. كان نصيرًا شديد الحماس للسلامية والنباتية، وندد بالتدخين وشرب الكحول وتشريح الأحياء. كان نباتيًا وممتنعًا عن الشراب. لكنه سمح لنفسه بالشوكولاتة، فكان يُرى غالبًا ومعه لوح من شوكولاتة الحليب في جيبه.
التحق جيمس جويس بكلية دبلن الجامعية عام 1898؛ كان يصغر سكيفنجتون بأربع سنوات، ولكن يتخلف عنه بفصلين دراسيين فقط. ترك صورة خيالية لسكيفنجتون في روايته «صورة الفنان في شبابه»، تحت مسمى ماكان، وهو طالب زميل وصفه ستيفن ديدالوس، الشخصية الممثلة لجويس في الرواية، بأنه «شخص قصير بدين في سترة رماية وبنطال حتى الركبة»، ذو« وجه مخدّد» و«لحية ماعز بلون القش معلقة من ذقنه غير الحاد». يتذكره ستيفن قائلاً: «ديدالوس، أنت كائن معاد للمجتمع، لا تفكر سوى بنفسك. أنا لست كذلك. أنا ديمقراطي: وسأعمل من أجل الحرية الاجتماعية والمساواة بين جميع الطبقات وبين الجنسين في دول أوروبا المتحدة في المستقبل.» في وقت لاحق، شوهد ماكان واقفًا في الردهة بعد الدرس، يجمع التوقيعات على عريضة من أجل السلام العالمي، تحت صورة لقيصر روسيا، الذي كان مؤيدًا لنزع السلاح. (في فصل الربيع من تلك السنة سيحضر سكيفنجتون مؤتمر السلام الدولي الذي دعا إليه القيصر). «بدأ ماكان يتحدث بطلاقة وقوة عن مرسوم القيصر، وعن البديل، وعن النزع العام للسلاح، وعن التحكيم في حالات النزاع الدولي، وعن علامات العصر، وعن الإنسانية الجديدة، والإنجيل الجديد للحياة، والذي سيجعل عمل المجتمع تأمين أكبر قدر ممكن من السعادة لأكبر عدد ممكن من الناس بأقل تكلفة ممكنة». أعرب ستيفن ديدالوس عن عدم اهتمامه بهذه الأهداف والإيماءات في صورة القيصر: «إذا كان يجب أن يكون لدينا يسوع، فليكن لدينا يسوع شرعيّ». رد عليه ماكان: «ديدالوس، أعتقد أنك شخص جيد، لكنك لم تتعلم بعد أهمية الإيثار ومسؤولية الفرد البشري».

## وصلات خارجية
- Biography